# Dante Bertolini
Dante Bertolini (* 2. Januar 1911 in Maroggia, Kanton Tessin; † 26. August 1998 in Locarno) war ein italienischsprachiger Schweizer Esperantist und Schriftsteller. Hauptberuflich war er als Lehrer und Schulinspektor tätig.

## Leben
Bertolini erhielt seine Schulbildung in Locarno. Von 1925 bis 1927 absolvierte er eine Schreinerlehre. 1931 erlangte er das Lehrerpatent und unterrichtete anschliessend an der Volksschule in Locarno. 1937 nahm er an einem Gedichtwettbewerb des Schweizerischen Schriftstellervereins teil und gewann dort zusammen mit Adolfo Jenni einen Preis.

## Auszeichnungen
- 1935: Einzelwerkpreis der Schweizerischen Schillerstiftung

## Werke

### Prosa
- Marco, Locarno 1939
- Rivabella, Locarno 1941
- Al passo con la vita, Locarno 1943
- Il gran colpo dei ribelli, Zürich 1944
- Il bel sentiero, Locarno 1945

### Poesie
- Voci e bisbigli, Bellinzona 1935
- Licheni, Bellinzona 1937
- L’isola nuova, Locarno 1945
- L’immensa ricchezza, Locarno 1948; Neuausgabe ebd. 1979
- Letizia, Bellinzona 1951
- La bellezza ch’io vidi, Locarno 1978
- Le tanka, Locarno 1981

### Als Übersetzer
- El la nova ĝardeno / Dal nuovo giardino, Locarno 1979
- Edmond Privat: Avventure d’un pioniere, Locarno 1985
- In quest’era omicida / En ĉi murdepoko, Locarno 1987